# Conducto (cómic)
Conducto (Kenny Braverman) es un supervillano de DC Comics y principalmente un enemigo de Superman.

## Historia de la publicación
Conducto apareció por primera vez en Superman: El hombre de acero # 0 y fue creado por Dan Jurgens y Louise Simonson. En el arco de la historia de 1995 "La muerte de Clark Kent" que abarca cuatro títulos de Superman, Conducto intentó asesinar a todas las personas importantes para Kent.

## Biografía del personaje ficticio
La noche en que la madre de Kenny le dio a luz, una poderosa tormenta de nieve hizo las carreteras heladas y resbaladizas. En el camino al hospital, el coche que el Sr. Braverman conducía patinó en el hielo. Momentos más tarde, Kenny nació en el coche, y la nave infantil Kal-El pasó sobre el coche de Braverman. Kenny sufrió un alto nivel de intoxicación por radiación debido a la exposición de Kryptonita de la nave kryptoniana y durante su infancia su salud falló de vez en cuando, pero siempre logró recuperarse. Kenny incluso se convirtió en un notable atleta en Smallville. Sin embargo, él siempre vino en segundo lugar a Clark Kent.
Con el fin de aprender a manejar los cambios que su cuerpo pasó, Kenny se ofreció voluntariamente a ser examinados a fondo por la CIA (Central Intelligence Agency). Después, lo reclutaron para hacer una operación secreta en Francia, pero Clark finalmente frustró los esfuerzos de Kenny. Así, Kenny creció para despreciar a Clark.
Una vez que desarrolló superpoderes inherentes debido a los eventos de su nacimiento, Kenny los enfocó a través de un traje especial de alta tecnología. También lleva guanteletes de metal en cada brazo que pueden emitir rayos de radiación kryptonita. Kenny entonces trató de matar a Clark y a Lois Lane. Mientras que él no pudo matarlos, él terminó para arriba duelo contra Superman.
Cuando Conducto descubrió que Superman era secretamente Clark, comenzó a acechar a Clark, enviando a Clark notas diciendo "SÉ" y plantando bombas destinadas a matar a los amigos y compañeros de trabajo de Clark. Kenny concluyó que cuando habían competido como niños, Clark había poseído todos los poderes que él tenía como Superman, y así había engañado, negándose a creer la insistencia de Clark de que sus poderes solo se desarrollaron plenamente cuando era un adulto. Al ver ninguna otra opción, Superman trató de abandonar su identidad como Clark Kent y se esconde, pero Kenny eventualmente lo siguió y lo dejó inconsciente.
Kenny entonces procedió a colocar a Clark en un pequeño conjunto de Smallville hace veinte años en el pasado, lleno de versiones androides de sus ciudadanos programados para odiar a Superman y considerar a Kenny como un héroe Varios de ellos atacaron a Superman, incluyendo imitaciones de los padres de Clark, Jonathan y Martha. Conducto también agregó un androide de Lois a la mezcla, aunque ésta era la misma edad que la verdadera Lois debido a que ella no era parte de la infancia que Kenny estaba tratando de duplicar. Mientras que Superman trató de eso, Conducto lo esperó en una duplicación del estadio de fútbol de la secundaria de Smallville High School, donde los dos acordaron luchar uno-a-uno sin sus energías, haciéndolo "apenas Clark y Kenny".
Sin embargo, Kenny finalmente recurrió a usar sus poderes, y el combate cuerpo a cuerpo escaló a una pelea total que dañó fuertemente el estadio. En un desesperado intento de derrotar a Clark, Kenny canalizó energía eléctrica que estaba alimentando a una audiencia de robots, todos los cuales fueron construidos a imagen del padre de Kenny, en sí mismo. Como resultado, Kenny se sobrecargó y murió, sus últimas palabras fueron decir que esto es culpa de Clark. Triste por la muerte de Kenny, Superman devolvió el cuerpo de Kenny a su padre. También criticó al hombre por concentrarse solo en las pérdidas de Kenny, en lugar de felicitar a Kenny por sus éxitos en la vida.
Conducto ha sido identificado como uno de los difuntos sepultados debajo del Salón de la Justicia.

## Poderes y habilidades
Conducto lleva armadura que proporciona cierta protección contra ataques físicos y de energía. Su armadura le permite volar. Tiene dos cables extensibles con los que puede atrapar a un oponente. Conducto es capaz de disparar explosiones de radiación kryptonita, y también aprendió a canalizar esta energía en su cuerpo para mejorar su fuerza a un punto donde él podría competir físicamente con Superman.

## En otros medios

### Televisión
Kenny Braverman aparece en el episodio "New Kids in Town" de Superman: la serie animada, con la voz de Scott Menville. Se le representa como un matón en Smallville High en el momento en que la Legión de Super-Héroes viaja a los días de la escuela secundaria de Clark Kent para evitar que Brainiac lo mate cuando era adolescente.

### Película
Ken Braverman es interpretado por el actor Rowen Kahn en la película El hombre de acero (2013). Se le representa como un atleta en edad escolar y un matón de Clark Kent (interpretado por el joven actor Dylan Sprayberry). Después de la escuela, él y su pandilla de alguna manera encuentran a Clark esperando a su padre Jonathan Kent en el camión, del que Ken lo obliga a salir antes de empujarlo al suelo. Se burla y trata de incitar al chico tranquilo hasta que Pete Ross alerta a Jonathan, que está mirando con severidad desde la distancia y comienza a hacer avanzar al grupo. Frustrado, Ken deja tranquilamente a Clark y le indica a su pandilla que lo siga.

### Juguetes
Conducto (con su traje de kryptonita) era parte de la línea de juguetes Man of Steel de Kenner.